# Pudicitia

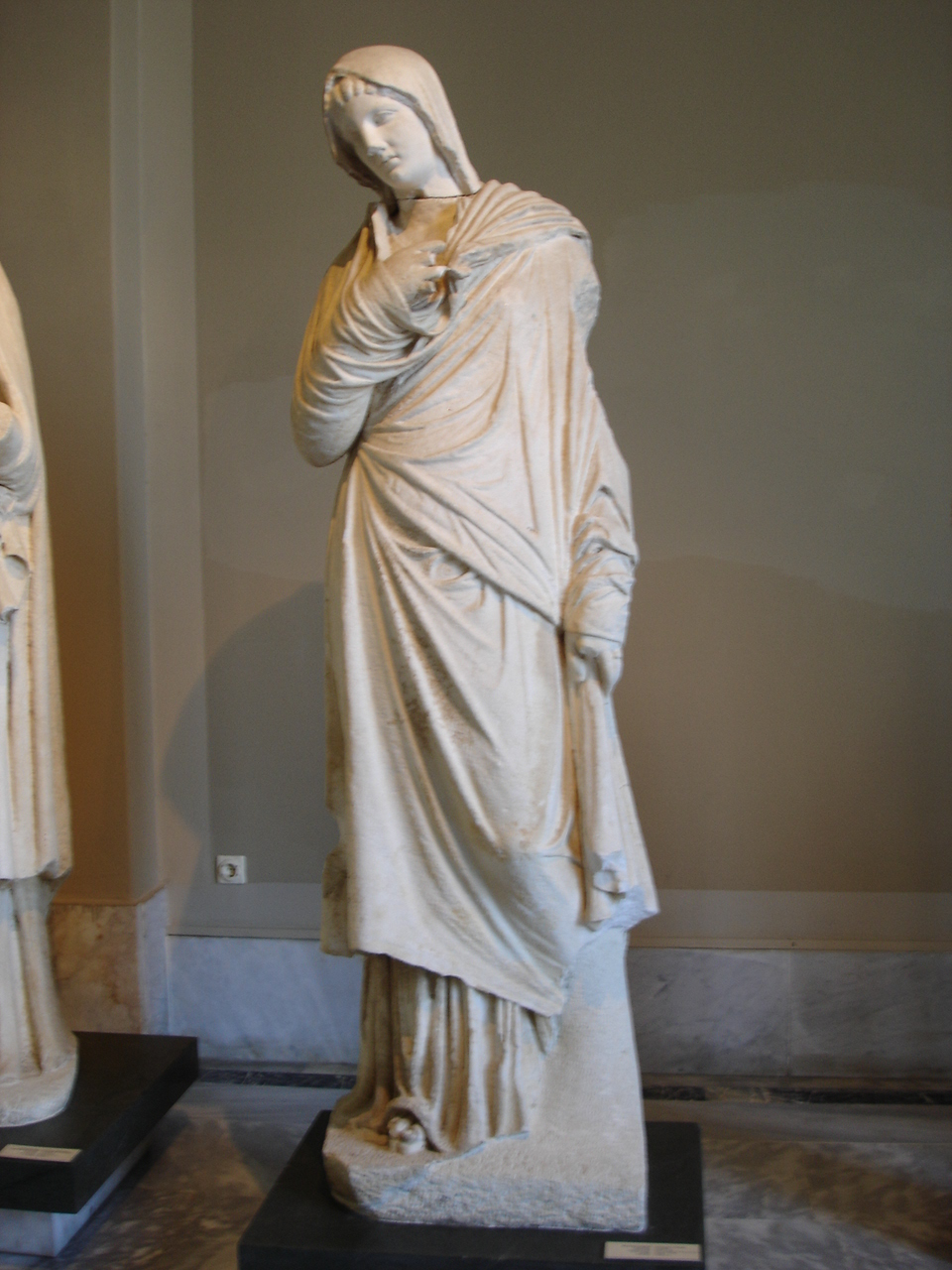
Museo Arqueológico de Estambul, última sala del primer piso. Estatua de una mujer haciéndose pasar por Pudicitia. Copia romana del a partir de un original griego antiguo del

En la mitología romana, Pudicitia ("modestia" o “virtud sexual”) era la personificación de la modestia y la castidad. Su equivalente griego era Aidôs.
Se esperaba que los romanos, tanto hombres como mujeres, mantuvieran la virtud de la pudicitia, un ideal complejo que fue explorado por muchos escritores de la antigüedad, entre ellos Tito Livio, Valerio Máximo, Cicerón y Tácito. 
Livio describe la legendaria figura de Lucrecia como el epítome de la pudicitia. Es leal a su marido y es modesta, a pesar de su increíble belleza. La historia de Lucrecia muestra que mientras más virtuosa era una mujer, más atractiva era también para sus potenciales pretendientes. 
La pudicitia no solo era un atributo mental sino también físico; la apariencia de una persona era vista como un indicador de su moralidad. La forma en que un hombre o una mujer se presentaban en público, y las personas con las que interactuaban, daban pie al juicio de los demás sobre su pudicitia. Por ejemplo, si se veía que una mujer se relacionaba con otros hombres además de con su marido, eso podría comportar un juicio negativo sobre su pudicitia. 
Era importante que una mujer fuera univira, esto es, que se hubiese casado solo una vez. La modestia en la autopresentación indicaba pudicitia. 
Lo opuesto a la pudicitia era la impudicitia o “vicio sexual.” El stuprum era la pérdida de la pudicitia de uno, incluso si esta fuese escasa. Los romanos asociaban la pérdida de la pudicitia con el caos y la pérdida de control, por lo que requerían a sus líderes políticos y religiosos que la mantuvieran. 
En el discurso de Cicerón contra Cayo Verres, discutió muchas de las transgresiones del gobernador, entre ellas malas conductas sexuales tanto con hombres como con mujeres. Esta es una de las muchas razones que Cicerón arguye para demostrar que Verres es un mal gobernador. 
En la época imperial, César Augusto procuró desarrollar un programa de reforma moral para animar a los ciudadanos romanos a cultivar la pudicitia.

## Fuente
- Langlands, Rebecca. Sexual Morality in Ancient Rome. Cambridge: Cambridge University Press, 2006.

- Datos: Q2117350
- Multimedia: Pudicitia / Q2117350